# Мойсеевка (Октябрьский район)
Мойсеевка (бел. Майсееўка; до 2010 года — Моисеевка) — агрогородок в Октябрьском районе Гомельской области Беларуси. В составе Протасовского сельсовета.

## География

### Расположение
В 25 км на северо-восток от Октябрьского, 20 км от железнодорожной станции Ратмировичи (на ветке Бобруйск — Рабкор от линии Осиповичи — Жлобин), 188 км от Гомеля.

### Гидрография
На реке Тремля (приток реки Припять).

## Транспортная сеть
Транспортные связи по просёлочной, затем автомобильной дороге Паричи — Октябрьский. Планировка состоит из прямолинейной улицы меридиональной ориентации, почти параллельно которой на востоке и западе проходят короткие прямолинейные улицы. Застройка двусторонняя, деревянная, усадебного типа. В 1987 году построено 50 кирпичных домов в которых разместились переселенцы из загрязнённых радиацией в результате катастрофы на Чернобыльской АЭС мест.

## История
По письменным источникам известна с XVIII века. Согласно привилегии 1775 года во владении М. С. Лапаты. После 2-го раздела Речи Посполитой (1793 год) в составе Российской империи. В 1795 году село в Мозырском уезде Минской губернии. В XIX веке в поместье Катай-Болото. В 1879 году в числе селений Чернинского церковного прихода. Согласно переписи 1897 года находились в Чернинской волости Бобруйского уезда.
В 1925 году в Романищевском сельсовете Паричского района Бобруйского округа. В 1929 году организован колхоз. Начальная школа в 1930-е годы преобразована в семилетнюю. Во время Великой Отечественной войны оккупанты в апреле 1942 года сожгли 32 двора и убили 23 жителей. В начале декабря 1943 года, когда советская армия вступила в Октябрьскую партизанскую зону, рядом с деревнями Моисеевка, Годуни и Любань с 28 ноября до 21 декабря 1943 года находился разрыв в обороне немецких войск шириной около 10 км, известный как «Рудобельские ворота». 33 жителя погибли на фронте. Согласно переписи 1959 года центр колхоза «Восток». Работают 9-летняя школа, Дом культуры, библиотека, детский сад, отделение связи, фельдшерско-акушерский пункт, магазин, комплексный приёмный пункт бытового обслуживания.
В 2010 году деревня Моисеевка преобразована в агрогородок Мойсеевка.

## Население

### Численность
- 2004 год — 165 хозяйств, 444 жителя.

### Динамика
- 1795 год — 21 двор.
- 1897 год — 58 дворов, 419 жителей (согласно переписи).
- 1925 год — 120 дворов.
- 1940 год — 140 дворов, 517 жителей.
- 1959 год — 333 жителя (согласно переписи).
- 2004 год — 165 хозяйств, 444 жителя.

## Культура
- Мойсеевский сельский Дом культуры — филиал ГУК «Центр культурно-досуговой деятельности Октябрьского района»